# التنهاسن
التنهاسن (به آلمانی: Altenhausen) یک شهر در آلمان است که در زاکسن-آنهالت واقع شده‌است.

## خصوصیات
التنهاسن ۴۳٫۱۷ کیلومترمربع مساحت دارد ۱۱۸ متر بالاتر از سطح دریا واقع شده‌است.